# Лисенков, Константин Сергеевич
Константин Сергеевич Лисенков (род. 22 июня 1989 года, Энгельс, Саратовская область, РСФСР, СССР) — российский спортсмен, обладатель полного комплекта наград Летних Паралимпийских игр 2008 года, чемпион Европы 2006 года, многократный чемпион России по плаванию.

## Биография
- Начал заниматься спортом в родном городе.
- С 1997 года — воспитанник детско-юношеской спортивно-адаптивной школы «Реабилитация и Физкультура» министерства социального развития Саратовской области.
- С 2005 года — входит в основной состав сборной команды России среди спортсменов с поражением опорно-двигательного аппарата.

## Награды
- Орден Почёта (10 сентября 2012 года) — за большой вклад в развитие физической культуры и спорта, высокие спортивные достижения на XIV Паралимпийских летних играх 2012 года в городе Лондоне (Великобритания)[1].
- Орден Дружбы (30 сентября 2009 года) — за большой вклад в развитие физической культуры и спорта, высокие спортивные достижения на XIII Паралимпийских играх 2008 года в Пекине[2][3].
- Почётная грамота Президента Российской Федерации (19 сентября 2016 года) — за большой вклад в развитие физической культуры и спорта, высокие спортивные достижения.[4].

## Спортивные достижения
Летние Паралимпийские игры 2012 года: 
- Плавание. Мужчины, 100 м на спине —  Золото (4 сентября 2012 года)
- Плавание. Мужчины, 4×100 м вольным стилем —  Бронза
- Плавание. Мужчины, 100 м вольным стилем —  Бронза

Летние Паралимпийские игры 2008 года:
- Плавание. Мужчины 100 метров вольным стилем —  Серебро (8 сентября 2008 года)
- Плавание. Мужчины 100 метров плавание на спине —  Золото (10 сентября 2008 года)
- Плавание. Мужчины 50 метров вольным стилем —  Бронза

Кубок Европы по плаванию
- 2006 год, Чехия —  Золото
- 2007 год, Чехия —  Серебро